# 足球装备

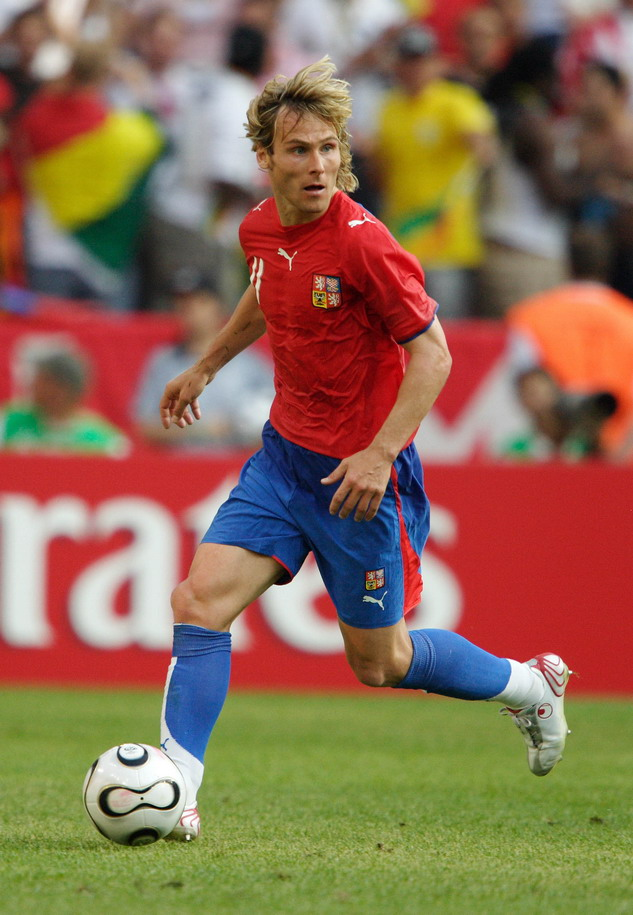
帕維爾·尼維特 身穿典型現代足球球衣，攝於2006年。

足球装备泛指足球員所穿著的衣服和裝備（例如球鞋及守門員的手套）。國際足球總會的足球比賽規則列明了每名球員最少需要穿著的裝備，並明文禁止對自身及其他球員危險的衣裝。個別比賽可能會對球衣實施其他規定，例如限制衣服上的商標大小，或客隊的球衣顏色如與主隊相近，客隊必需穿著其他顏色球衣等。
足球員一般會將其球員號碼置於球衣的背面。以前足球員的球衣號碼均大約按照其位置安排為1號至11號。但於專業比賽中，球員會分配一個號碼，於該球季內將不會變更。專業足球會經常把球員的姓氏或暱稱印於號碼的上方或下方（較為罕見）。